# Atticus Mitchell
Atticus Dean Mitchell (* 16. května 1993 Toronto, Ontario, Kanada) je kanadský zpěvák a herec.

## Kariéra
Když mu bylo 18 tak si zahrál menší roli Bennyho ve filmu Moje chůva upírka a později i Gaba ve filmu Radio Také hrál jednu z hlavních rolí ve filmu „Zombí tábor".